# Cerithiopsilla gaussiana
Cerithiopsilla gaussiana is een slakkensoort uit de familie van de Cerithiopsidae. De wetenschappelijke naam van de soort is voor het eerst geldig gepubliceerd in 1972 door Egorova.